# Фудбалски савез Молдавије
Фудбалски савез Молдавије (рум. Federaţia Moldovenească de Fotbal, ФМФ) је највиша фудбалска организација Молдавије, која руководи развојем фудбалског спорта, организовањем такмичења у земљи и води бригу о Фудбалској репрезентацији Молдавије.
Фудбалски савез је основан 1990. године. Чланом Светске фудбалске федерације ФИФА и Европске фудбалске уније УЕФА постао је 1994. године, после распада СССРа 27. августа. 1991. године.
Председник савеза је Павел Циобану.
Прво национално првенство одиграно је 1992. Први првак је био клуб Зимбру из Кишињева. Најуспешнији клубови у првенствима су Зимбру (8 титула) и Шериф Титаспол из Тираспола, (8 титула). Национални куп се игра од 1992. године.
Фудбалски савез организује
- Прву лигу Молдавије
- Куп Молдавије

Фудбалски клубови Молдавије учествују у свим европским клупским такмичењима.
На репрезентативном нивоу Савез води репрезентацију Молдавије и учествује у свим квалификацијама за Светско и Европско првенство.
Прва званичну међународну утакмицу репрезентација Молдавије одиграла је у Џексонвилу САД 1994, против репрезентације САД нерешено 1:1. У периоду од 1991 до 1994. године Молдавија је играла незваничне међународне утакмица јер није била чла ФИФА и УЕФА.